# Neferhetepes (4. Dynastie)

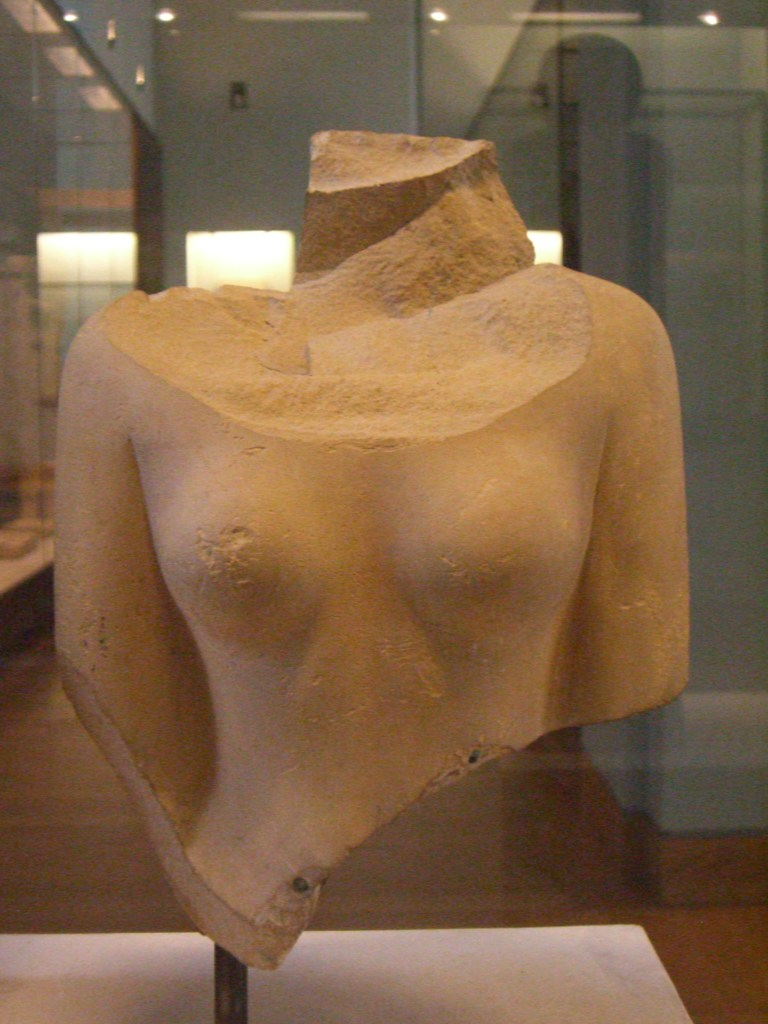
Torso einer Statue der Neferhetepes

Neferhetepes (gut ist ihre Gnade) war eine altägyptische Königstochter der 4. Dynastie (2620 bis 2500 v. Chr.). Sie ist nur von einer kurzen Inschrift auf einer Statue bekannt, die sich bei der Radjedef-Pyramide in Abu Roasch fand. Sie war wahrscheinlich eine Tochter des Königs Radjedef.
Die beiden Fragmente der Statue befinden sich heute im Louvre: Louvre, Inventarnummer E.12632 (Basis) und E.12628 (Torso). Die Zuordnung des Torsos an die Basis ist nicht unumstritten. Auf der Basis befinden sich die Titel der Neferhetepes: Gottesdienerin des Hathor, Herrin der Sykomore, leibliche und geliebte Königstochter und Priesterin des Radjedef.
Es wurde vermutet, dass sie mit der gleichnamigen Königin Neferhetepes aus der 5. Dynastie identisch ist. Dies wird momentan aber aus chronologischen Gründen abgelehnt. In einer Privatsammlung befindet sich ein fragwürdiges Objekt mit ihrem Namen.